# Sertolijeva celica
Sertolijeve celice so podporne celice v modih (testisih) in so izjemnega pomena za njihovo delovanje. Poimenovane so po italijanskem fiziologu in histologu Enricu Sertoliju, ki je prvi opisal njihov fiziološki pomen. Pred rojstvom (prenatalno) se celice razmnožujejo, v reproduktivnem obdobju pa ne več. So zelo odporne proti škodljivim vplivom iz okolja, med drugim tudi proti ionizirajočemu sevanju.
Iz Sertolijevih celic se lahko razvije maligni tumor mod oz. germinalnocelični tumor (GCT).

## Morfološke značilnosti
Celice so podolgovate oblike in obdajajo semenske celice, tj. deli celične membrane (plazmaleme) se vrivajo v prostore med semenskimi celicami. En del celic je pritrjen na bazalno lamino na obrobju zvitih semenskih cevk v modih (tubuli seminiferi contorti), drugi del pa moli v svetlino (lumen) semenskih cevk. Citoplazma je eozinofilna, včasih pa so prisotni t. i. Charcot-Bottcherjevi kristali, ki so pravzaprav snopi mikrofilamentov. Blizu obrobja semenskih cevk, nad spermatogoniji, so Sertolijeve celice povezane s tesnimi stiki, ki tvorijo krvno-testisno pregrado (bariero) in tako razdelijo semenski epitelij v bazalni in adluminalni del. Jedro je podolgovato in ima zelo malo heterokromatina ter jasno izraženo jedrce, v celici pa so prisotni tudi številni mitohondriji in lizosomi ter dobro razviti Golgijev aparat, kar vse nakazuje na veliko presnovno aktivnost celic, predvsem na sintezo različnih produktov. Celice so med sabo sicer povezane s presledkovnimi stiki, ki služijo izmenjavi snovi (npr. ionov), verjetno pa v smislu prenosa sekundarnih obveščevalcev pomagajo tudi uravnavanju (regulaciji) prehodnih sprememb tesnih stikov zaradi nenehne proliferacije celic ter koordinaciji same spermatogeneze.

## Funkcije
Sertolijeve celice imajo številne funkcije, med vsemi fazami spermatogeneze pa podpirajo od 30–50 semenskih celic. V glavnem imajo tri glavne funkcije:
- zaščitno, podporno in prehranjevalno funkcijo;
- sekrecijsko funkcijo;
- fagocitno funkcijo.

Vse funkcije večinoma vključujejo krvno-testisno pregrado, ki je obenem tudi najtesnejša krvno-tkivna pregrada pri sesalcih. Le-ta je del sistema, ki preprečuje avtoimunske napade, tj. ščiti semenske celice pred protitelesi. Spermatogeneza se namreč začne pri spolni zrelosti, torej dolgo zatem, ko se pojavi imunokompetenca, tj. sposobnost za razvitje normalnega imunskega odziva na antigene. Zaradi tega bi lahko protitelesa prepoznale semenske celice kot tujke in bi jih tako poškodovala, kar pa seveda preprečuje omenjena pregrada. Moški je lahko tako ploden kljub veliki količini protiteles proti tem celicam v krvi.
Krvno-testisna pregrada predstavlja seveda oviro tudi za druge plazemske beljakovine in hranilne snovi, ki so potrebne za rast in diferenciaciji, zato so Sertolijeve celice odgovorne za proizvodnjo ali transport oz. dostavo omenjenih snovi, kot je transferin, skladiščni in transportni protein za železove ione (v feri obliki, Fe3+).
Sertolijeve celice imajo eksokrino in endokrino sekrecijsko aktivnost. V eksokrinem smislu nepretrgoma izločajo tekočino, s pomočjo katere se zreli spermiji prenašajo naprej v spolnih izvodilih, ter hranilne snovi in androgen-vezavni protein ali ABP (angleško androgen binding protein), ki veže testosteron in ga koncentrira do stopnje, ki je potrebna za normalni potek spermatogeneze. Izločanje promovira folikle stimulirajoči hormon (FSH). V endokrinem smislu izločajo inhibin, ki po principu negativne povratne zveze zavira sintezo in izločanje FSH iz adenohipofize. Pri plodu (fetusu) izločajo tudi Antimüllerjev hormon (AMH), ki povzroči regresijo Müllerjevih (paramezonefričnih) vodov in s tem onemogoči razvoj maternice pri genetsko determiniranemu moškem spolu.
Med spermatogenezo poleg vsega še fagocitirajo presežke citoplazme.